# علي بن برهان الدين الحلبي
علي بن برهان الدين الحلبي الشافعي (975هـ/1567م - 1044 هـ/1635م) أبو الفرج نور الدين بن برهان الدين، مؤرخ وأديب وعالم مسلم، أصله من حلب، ولد بمصر وتوفي بها. كان أحد مشايخ المدرسة الصلاحية، وكانت وفاته يوم السبت آخر يوم من شعبان سنة أربع وأربعين وألف ودفن بمقبرة المجاورين.

## مؤلفاته
له عدة مؤلفات منها:
- إنسان العيون في سيرة الأمين المأمون.
- زهر المزهر، وهو اختصار لمزهر جلال الدين السيوطي.
- مطالع البدور في قواعد العربية.
- غاية الإحسان فيمن لقيته من أبناء الزمان.
- أعلام الطراز المنقوش في محاسن الحبوش.
- حاشية على شرح المنهج، في الفقه الشافعي.
- فوائد العقود العلوية في حل ألفاظ شرح الأزهرية، في النحو.
- النصيحة العلوية في الطريقة الأحمدية.
- عقد المرجان فيما يتعلق بالجان.
- ملح الشيخ الأكبر.
- النفحة العلوية.[2][5]
- الوفا لشرح شمائل المصطفى.
- الفجر المنير بمولد البشير النذير.
- صبابة الصبابة في مختصر ديوان الصبابة.
- المختار من حسن الثنا في العفو عما جنا.
- اللطائف عن عوارف المعارف.[6]